# Coccosterphus minuta
Coccosterphus minuta är en insektsart som beskrevs av Fabricius. Coccosterphus minuta ingår i släktet Coccosterphus och familjen hornstritar. Inga underarter finns listade i Catalogue of Life.